# Revista Jurídica de Navarra
La Revista Jurídica de Navarra fue una publicación navarra editada desde el primer semestre de 1986 hasta el segundo de 2014 por el Gobierno de Navarra, a través del Departamento de Presidencia, Justicia e Interior, que se dedicaba a las ciencias sociales, más concretamente al Derecho generalista.

## Datos
La revista estaba clasificada dentro de la categoría D de CIRC.

## Contenido
La revista publicaba trabajos de investigación originales sobre el Derecho privado y público de Navarra que pudiesen ser de interés para la Comunidad Foral. El contenido de cada edición oscilaba entre los cinco y los nueve artículos en cada uno de los números.